# Lena Oberdorf
Lena Oberdorf (Gevelsberg, 2001. december 19. –) német női válogatott labdarúgó, a VfL Wolfsburg középpályása.

## Pályafutása

### Klubcsapatokban
Lena Oberdorf a TuS Ennepetalban kezdett el focizni, 11 évesen pedig a TSG Sprockhövel fiúcsapataiban játszott. 2017 novemberében hároméves szerződést kötött az SGS Essen együttesével, melynek értelmében 2018 nyarától a Bundesliga résztvevő esseniek keretét erősíti. Szeptember 9-én debütált az SGS-ben, az SV Henstedt-Ulzburg elleni kupamérkőzésen, ahol két gólt szerzett a 14–0-ra megnyert meccsen. Egy héttel később a Bundesligában is bemutatkozott az MSV Duisburg elleni idegenbeli meccsen, ahol szintén duplázott csapatában.
A 2020–21-es szezont a VfL Wolfsburgnál kezdte, akikkel hároméves szerződést írt alá. 2022 nyarán újabb hároméves kontraktust írt alá a Farkasokkal.

### A válogatottban
2019. április 6-án Svédország ellen mutatkozott be a nemzeti csapatban.

## Sikerei, díjai

### Klubcsapatokban
Német bajnok (1):
- VfL Wolfsburg (1): 2021–22

 Német kupagyőztes (2):
- VfL Wolfsburg (1): 2021, 2022

### A válogatottban
Németország
- Európa-bajnoki ezüstérmes: 2022
- U17-es Európa-bajnok: 2017

## Statisztikái

### A válogatottban
2023. április 11-ével bezárólag
| Válogatott  | Szezon   | Mérk. | Gól |
| ----------- | -------- | ----- | --- |
| Németország |          |       |     |
| 2019        | 12       | 2     |     |
| 2020        | 4        | 0     |     |
| 2021        | 7        | 0     |     |
| 2022        | 12       | 1     |     |
| 2023        | 2        | 0     |     |
| Összesen    | Összesen | 37    | 3   |

|     |                     |                                         |             |         |          |                      |        |  |  |  |  |  |  |  |  |
| Gól | Dátum               | Helyszín                                | Ellenfél    | Találat | Eredmény | Esemény              | Forrás |  |  |  |  |  |  |  |  |
| 1   | 2019. szeptember 3. | Aréna Lviv, Lviv                        | Ukrajna     | 4–0     | 8–0      | 2022-es Eb-selejtező | [ 5 ]  |  |  |  |  |  |  |  |  |
| 2   | 2019. október 10.   | Kleantisz Vikelidisz Stadion, Szaloniki | Görögország | 2–0     | 5–0      | 2022-es Eb-selejtező | [ 6 ]  |  |  |  |  |  |  |  |  |
| 3   | 2022. április 9.    | Schüco Arena, Bielefeld                 | Portugália  | 1–0     | 3–0      | 2023-as vb-selejtező | [ 7 ]  |  |  |  |  |  |  |  |  |